# Sanfins (Santa Maria da Feira)
Pour les articles homonymes, voir Sanfins.
Sanfins est une ancienne paroisse civile portugaise (en portugais : freguesia) de la municipalité de Santa Maria da Feira dans le district d'Aveiro.
La loi no 11-A/2013 du 28 janvier 2013, portant réorganisation administrative du territoire des freguesias, fusionne Sanfins avec les paroisses voisines de Feira, Travanca et Espargo pour former l’União das freguesias de Santa Maria da Feira, Travanca, Sanfins e Espargo (dont le siège est à Feira).